# André Simonyi
André Simonyi, né András Simonyi le 31 mars 1914 à Huszt en Autriche-Hongrie (aujourd'hui Khoust en Ukraine) et mort le 17 juillet 2002 à Compiègne, est un footballeur hongrois, naturalisé français.
Occupant le poste d'attaquant central, il réalise une riche carrière en France. Après sa naturalisation, il honore quatre sélections en équipe de France entre 1942 et 1945.

## Biographie
Natif de Huszt, alors dans la partie hongroise de l'Autriche-Hongrie (la ville devient tchécoslovaque en 1919, puis ukrainienne après la Seconde Guerre mondiale), Simonyi fait ses débuts de footballeur professionnel à l'Attila FC de Miskolc, en Hongrie, au poste d'attaquant. Il est sélectionné en équipe B hongroise (3 fois, dont la première fois en 1930 à l'âge de 16 ans). Il apparaît notamment lors d'une rencontre entre une sélection hongroise et les Pays-Bas à Amsterdam en juin 1933 (5-4).
Simonyi est alors recruté par l'Olympique lillois, le champion de France en titre, où il inscrit en deux saisons 37 buts en première division. En 1935 il est vendu au FC Sochaux puis l'année suivante par le Red Star Olympique, des deux clubs les plus ambitieux, et les plus riches, de France. Malgré ses 21 buts en 1937-1938, le club audonien est pourtant relégué en D2. Il inscrit 32 buts en 38 matchs la saison suivante, qui contribuent largement à la première place de son équipe. Il remporte pendant la seconde Guerre mondiale le championnat de France de la « Zone occupée » en 1941 et la Coupe de France en 1942 face au FC Sète (2-0). Il porte en 1943-1944 les couleurs de l'éphémère équipe fédérale Paris-Capitale. En 1946, son équipe s'incline en finale de la Coupe de France face au Lille OSC (2-4). Il acquiert à cette époque le surnom Bandy.
Au poste d'attaquant central, il brille notamment par sa puissante frappe de balle, mais aussi par son excellente technique et son « élégance »,. Naturalisé français, Simonyi est sélectionné en équipe de France à quatre reprises entre 1942 et 1945, pour un but contre la Belgique le 24 décembre 1944,. 
En juin 1946, à 32 ans, il apprend dans les journaux son transfert au Stade rennais, un autre club de l'élite. Il fête son jubilé à Saint-Ouen quelques mois plus tard lors de deux matchs de gala. S'il y conserve son efficacité, son club se trouve en difficulté financière et le cède début 1947 au SCO Angers, en D2, où il retrouve son fameux partenaire d'attaque Alfred Aston. Il est sélectionné avec la LOFA (Ligue de l'Ouest) en avril 1947. Pendant l'été il est nommé entraîneur-joueur mais l'expérience ne dure pas. En décembre, il fait, comme Aston, son retour à Paris, au Stade français, qui construit une équipe de vedettes. Il inscrit dix buts en quinze matchs mais son équipe termine 5e. Le club fusionne alors avec le Red Star, son grand rival du moment, au sein d'un Stade français-Red Star qui ne durera qu'une saison. Lui part après quelques semaines au FC Rouen, en D2. 
En 1949 il quitte la France et signe au Sporting de Covilhã, en première division portugaise. Il y joue trois saisons puis fait son retour en France, au CO Roubaix-Tourcoing, en novembre 1952. Il inscrit cinq buts lors de cinq premiers matchs, puis se blesse. Il joue son dernier match de D1 le 19 avril 1953 face au FC Sète.
La suite de sa carrière est moins connue, certaines sources indiquant qu'il repart au Portugal. Il devient entraîneur-joueur à un niveau semi-professionnel, notamment au CO Avallon,. Pendant la saison 1959-1960, il est nommé entraîneur du Red Star Olympique audonien, tombé en D2, en remplacement du Tchécoslovaque Georges Hanke, mais il n'est pas reconduit. Il signe alors à l'AS Cherbourg, en D2, où en plus de son rôle d'entraîneur il rechausse les crampons quand le besoin s'en fait sentir. À près de 48 ans, il participe en deux saisons à treize matchs et inscrit quatre buts. Il explique sa longévité par son hygiène de vie irréprochable, notamment le fait de ni boire ni fumer.
En 1947, il publie un roman sportif, Les Onze du square. De 1963 à 1980 il travaille dans des casinos, à Divonne-les-Bains puis à Évian-les-Bains, puis dans les années 1980 il est éleveur de chevaux de course.
En novembre 1993, en signe d'hommage, il donne le coup d'envoi du millième match du Red Star en Division 2 en compagnie de Christian Laudu.

## Statistiques
Il marque dans sa carrière 119 buts en 185 matchs de D1, dont 47 avec le Red Star et 37 avec l'Olympique lillois, ce qui le place parmi les cinquante meilleurs buteurs du championnat de France. Son meilleur total en une saison est de 21 buts en 1937-1938.

## Palmarès
- Vainqueur de la Coupe de France en 1942 avec le Red Star Olympique.
  - Finaliste de la Coupe de France en 1946 avec le Red Star Olympique.
- Champion de France de la « Zone occupée » en 1941 avec le Red Star Olympique.

## Anecdote
Son chien "Shot", un grand caniche noir, l'accompagnait souvent sur les terrains... y pénétrant parfois.

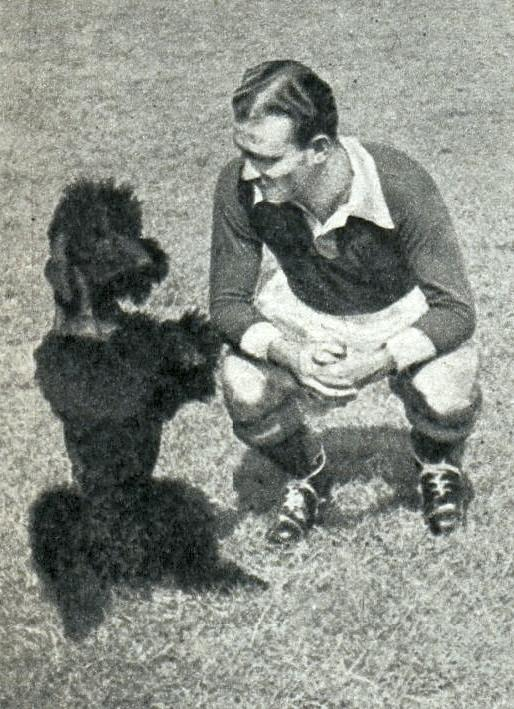
Simonyi et son chien 'Shot' (juin 1943).